# Capacete de dragão

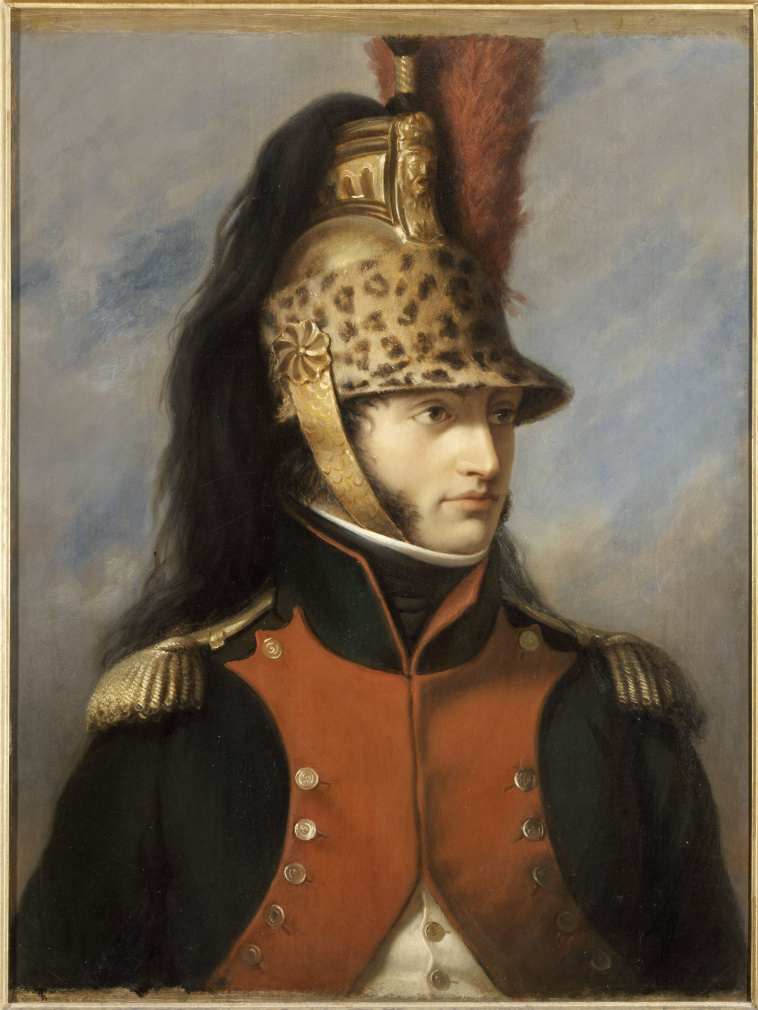
Luís Bonaparte, usando um capacete de dragão.

O capacete de dragão era um capacete militar, usado em combate, feito de metal com uma crista alta. Inicialmente era usado pelos soldados dos regimentos de dragões, mas depois passou a ser usado, também pela cavalaria pesada e por outras unidades militares. Originário da França na segunda metade do século XVIII, foi amplamente imitado por outros exércitos europeus e foi usado pela última vez em combate em 1914, durante os primeiros combates da Primeira Guerra Mundial.
Algumas unidades militares continuam a usar esse estilo de capacete para desfiles e outros deveres cerimoniais.
Em 1762, o exército francês introduziu um novo uniforme para os seus regimentos de dragões, substituindo o chapéu tricórnio por um capacete de metal com crista, baseado nos capacetes clássicos da Grécia e Roma Antigas. Era feito de aço com uma crista de latão dourado e tinha uma faixa em volta imitando pele de pantera e uma crina de cavalo ou pluma negra, presa na crista. Este capacete foi logo adotado por vários países europeus e, no final do século, acabou evoluindo para formatos diferentes.
Os dragões do Exército Britânico usavam um capacete de couro preto com uma crista de lã negra ou pele de urso (chamada de "lagarta"), também conhecido, na Inglaterra, como Capacete Tarleton ou Capacete de Lagarta. 
O capacete de dragão também foi adotado pelo Exército Português, tanto para os dragões que serviam em Portugal quanto para os que serviam no Brasil. Inicialmente era um capacete de couro, sem aba, com uma imitação de pele de pantera em volta, uma crista de metal e uma crina de cavalo curta presa na crista. Posteriormente o Exército Português também adotaria a versão do "Capacete de Lagarta", para a sua cavalaria ligeira, e uma versão totalmente de metal com crina de cavalo longa, no estilo francês, para a cavalaria pesada. Em 1798, o Exército Imperial  Austríaco introduziu um capacete com crista de metal para quase todas as suas tropas;  era feito de couro com detalhes de metal e tinha um "pente" de lã em vez do rabo de cavalo francês. Uma versão mais alta deste capacete foi adotada pelos regimentos de dragões do Exército Imperial Russo em 1803, substituindo o chapéu bicórnio. Dragões britânicos adotaram um capacete de estilo austríaco em 1812, mas rapidamente substituíram a pluma de lã negra por uma crina de cavalo; a cavalaria de guarda, no entanto, seguiu o caminho oposto, adotando primeiro a crina de cavalo, mas rapidamente substituindo-a por uma crista de pele de urso.
No século seguinte, o capacete de dragão continuou a ser usado tanto em desfile quanto em batalha. Em 1842, o Exército Prussiano substituiu seus capacetes com crista por um capacete com ponteira, o pickelhaube.  A cavalaria pesada britânica, que em 1817 adotou o capacete "Padrão Romano" com uma enorme crista de pele de urso, o substituiu, em 1847, pelo "Padrão Albert", um capacete com ponteira e crina caindo.

## Galeria

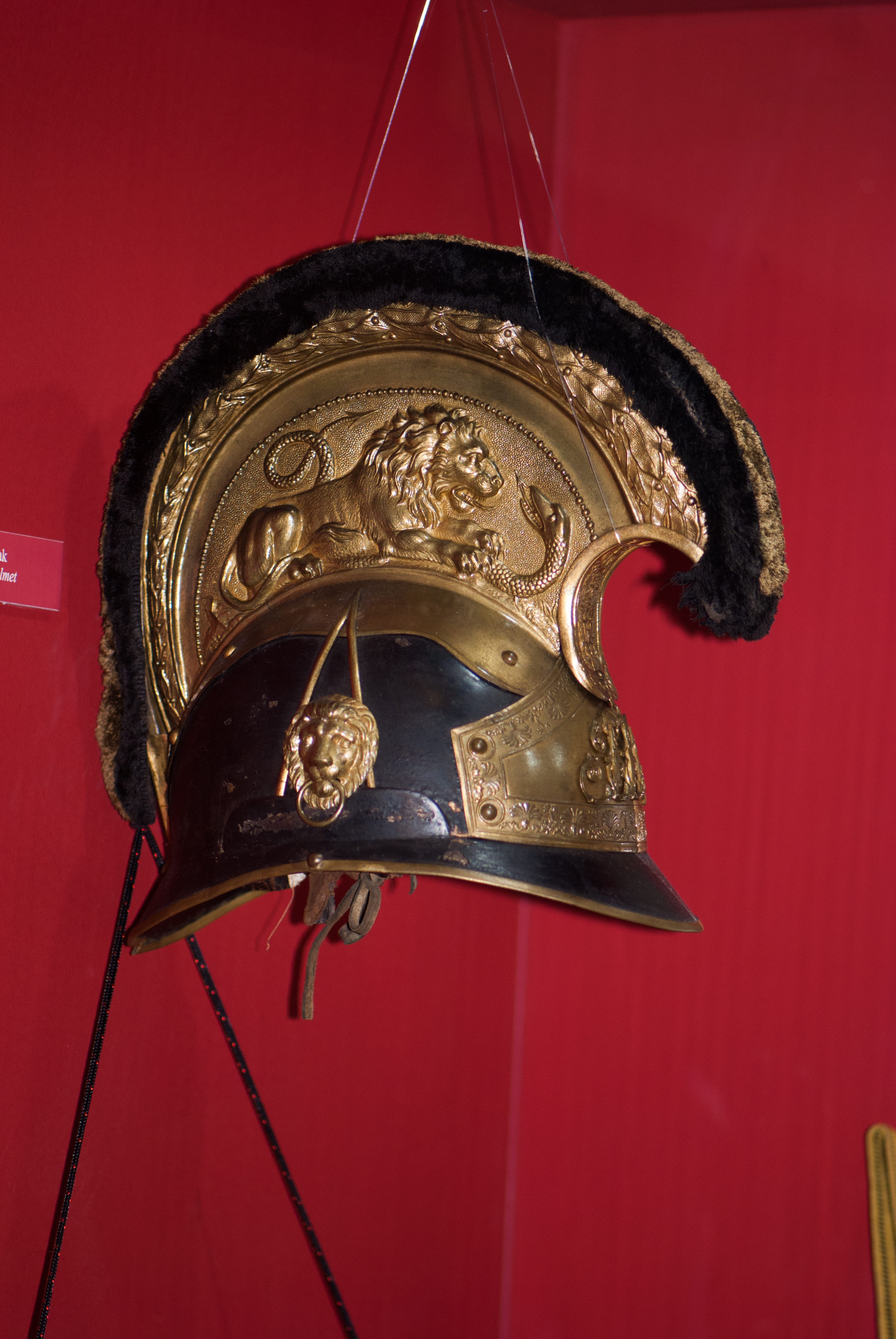
Capacete de dragão austríaco
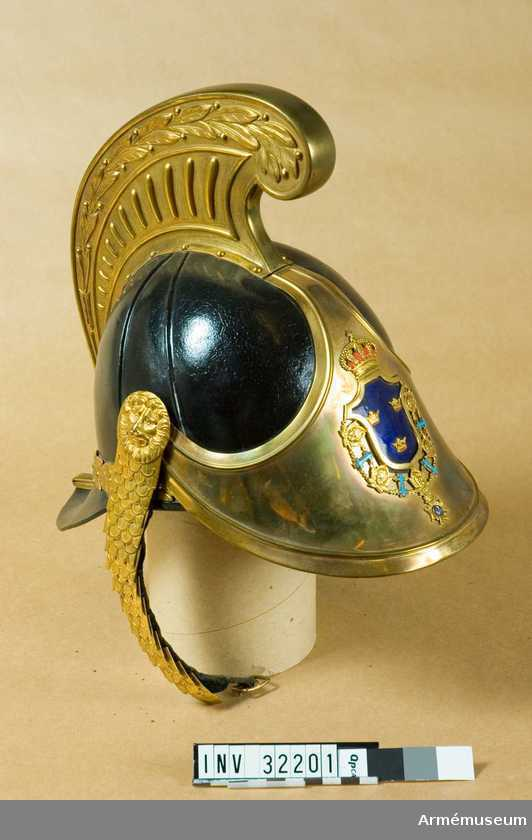
Capacete de dragão da Suécia
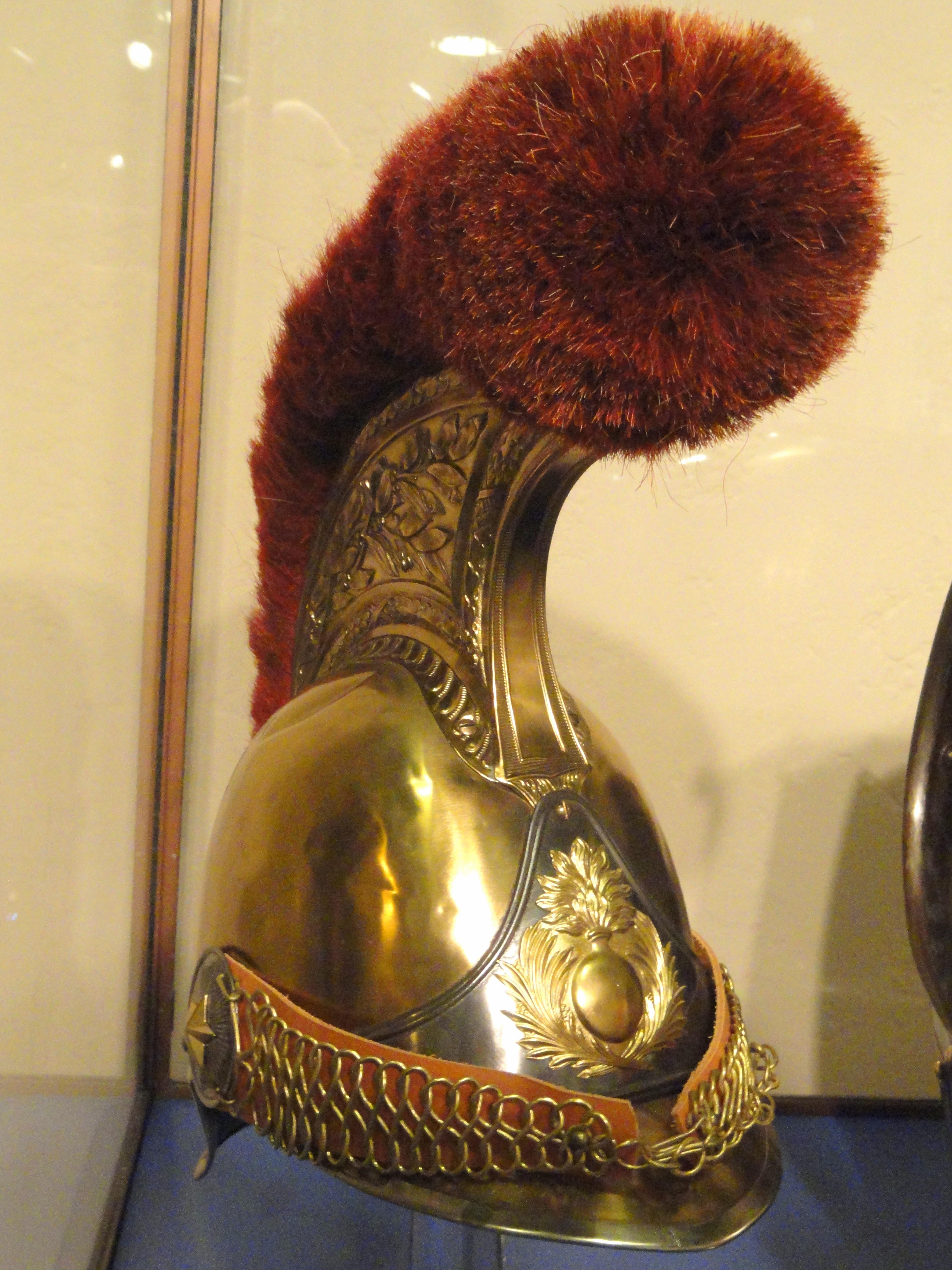
Capacete francês. "Padrão Romano". 1863.
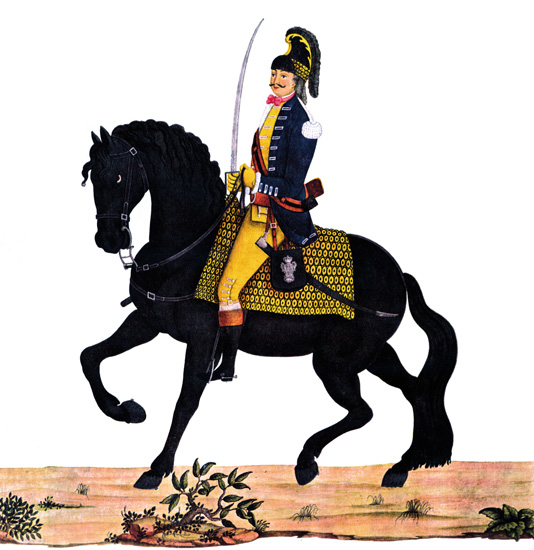
Soldado do regimento de dragões. Brasil, década de 1770.
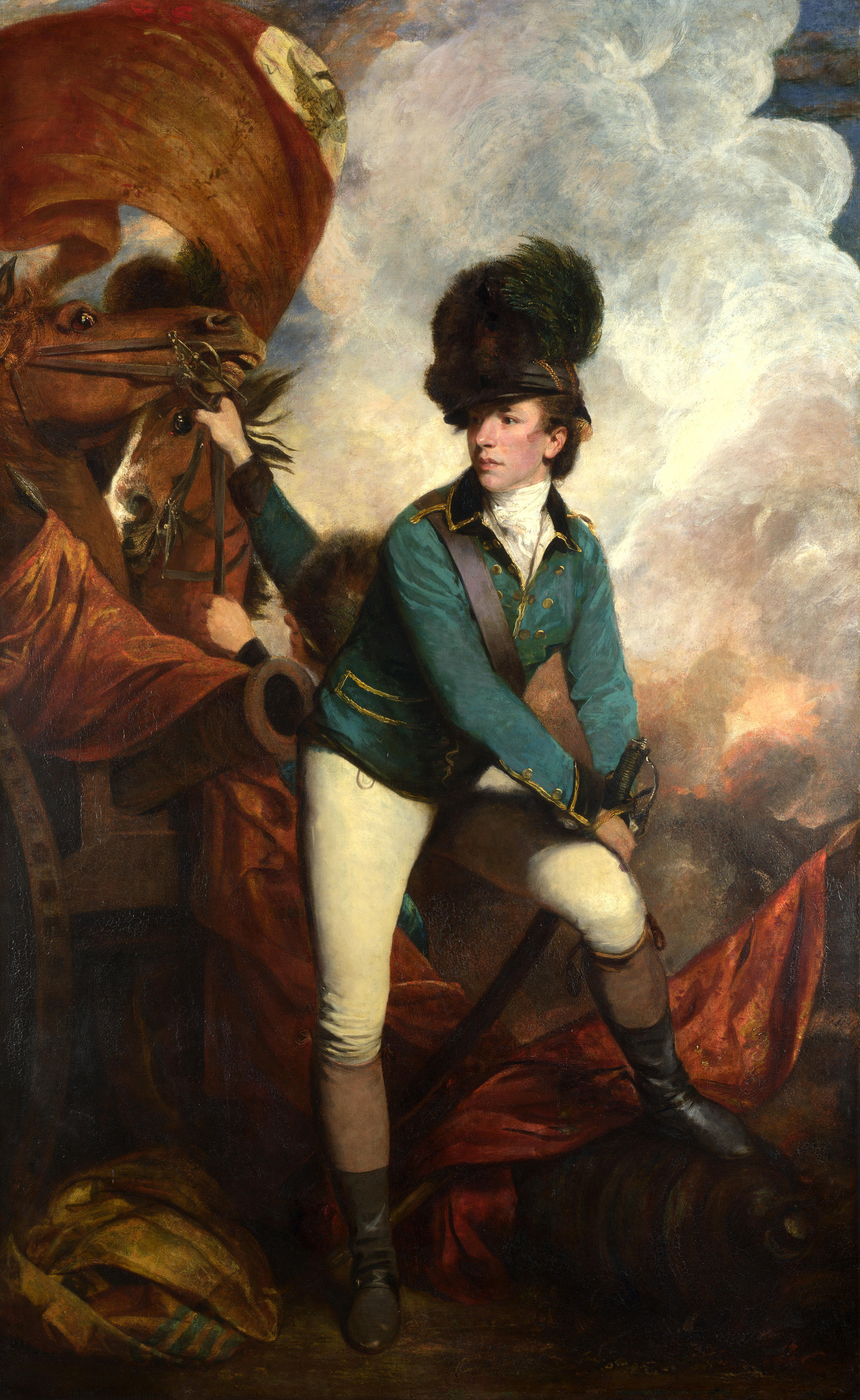
O coronel Tarleton, usando um capacete de "Lagarta". Inglaterra, 1782.
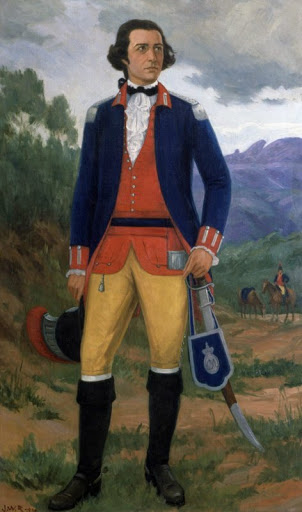
Tiradentes segurando um capacete de dragão usado pela Tropa Paga de Minas Gerais.
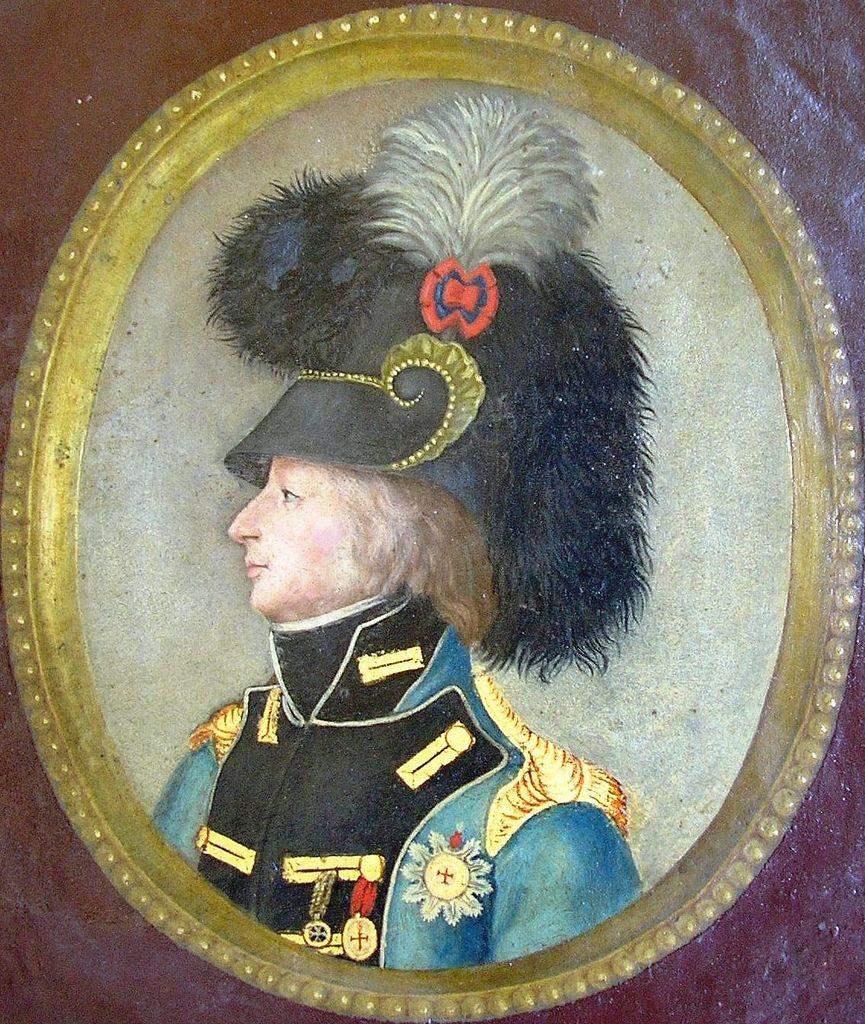
O Marques de Alorna, usando um capacete na versão "Lagarta". Portugal, 1800.
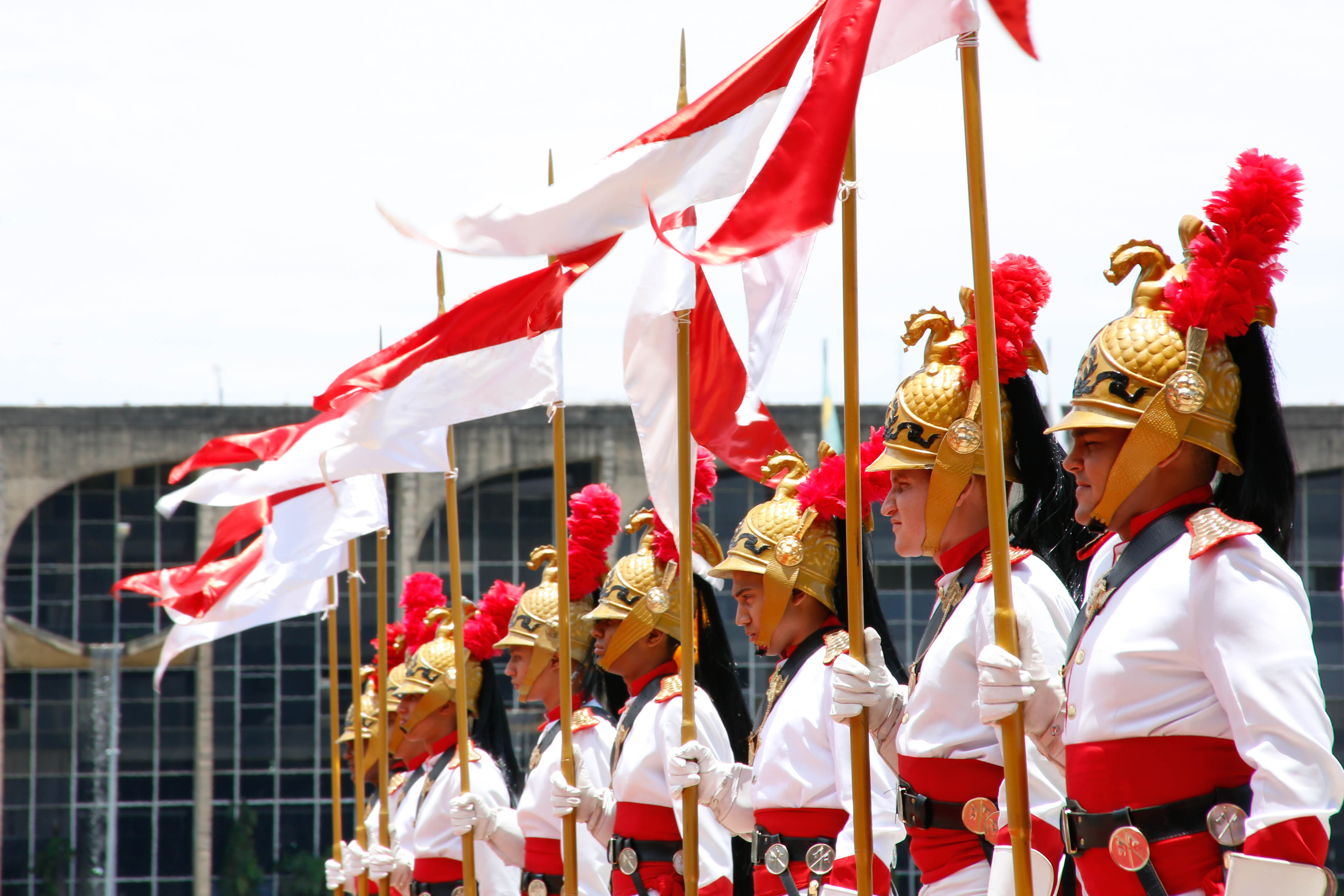
Dragões da Independencia.